# När jag från mödans och prövningens land
När jag från mödans och prövningens land är en psalm med text och musik från 1900 av Charles H. Gabriel. Texten översattes till svenska 1914 av Richard Edhelberg.

## Publicerad i
- Segertoner 1988 som nr 669 under rubriken "Framtiden och Hoppet - Himlen".[1]